# Селезёночная колбаса

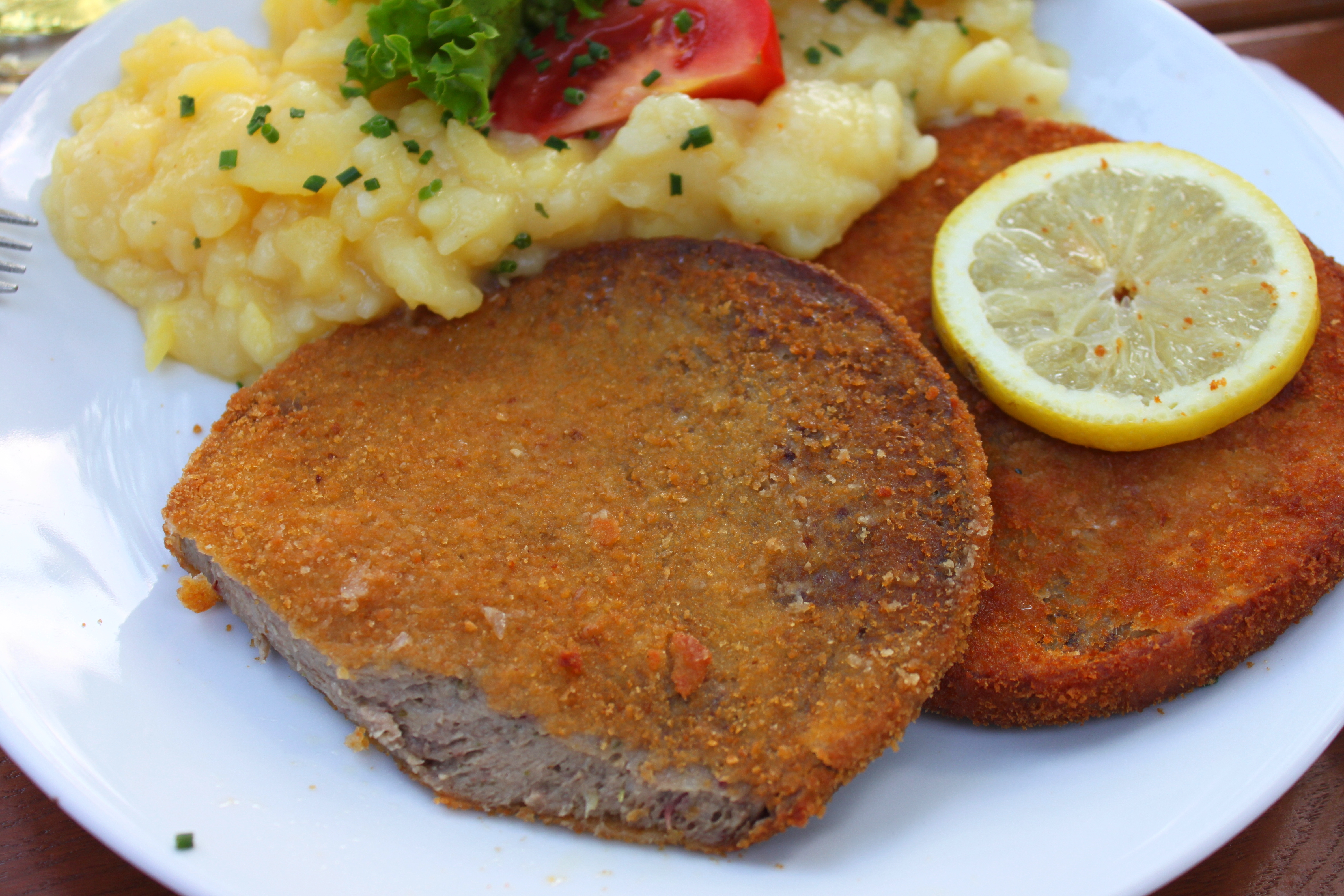
Селезёночная колбаса, сервированная с картофельным салатом

Селезёночная колбаса (ми́льцвурст, нем. Milzwurst) — немецкая варёная колбаса из безнитритного фарша для белой колбасы с добавлением измельчённой термически обработанной свиной селезёнки размером с вишнёвую косточку, специалитет баварской кухни. Селезёночную колбасу обычно сервируют с картофельным салатом обжаренной в панировочных сухарях на сковороде, как венский шницель, или запечённой в духовом шкафу.
Мильцвурст готовят в трёх вариантах. Из пряностей в селезёночной колбасе применяют соль, перец, имбирь, мацис, рубленый репчатый лук, лимонный порошок и петрушку. Самый распространённый из них — варёная колбаса с кусочками селезёнки в искусственной оболочке диаметром 5—9 см. Во втором рецепте селезёночной колбасы присутствуют кусочки сладкого мяса и мяса телячьей головы. В третьем, более редком варианте колбасным фаршем, в котором присутствуют сладкое мясо и мозг, начиняют говяжью селезёнку, предварительно вымоченную в течение трёх часов в подсоленной воде.